# Sabinky
Sabinky (Les Sabines), též označovaný jako Zásah Sabinek (L'Intervention des Sabines) nebo Sabinky zastavují boj mezi Římany a Sabiny (Les Sabines arrêtant le combat entre les Romains et les Sabins) je obraz francouzského malíře Jacquese-Louise Davida vytvořený v letech 1796–1799. Obraz je součástí sbírek muzea Louvre. Obraz zachycuje událost z římské mytologie.

## Historie
David o námětu uvažoval během své internace v Lucemburském paláci v roce 1795 a váhal mezi ním a námětem Homér recituje své verše Řekům. Nakonec se rozhodl pro obraz Sabinských žen, které zabránily krveprolití mezi Římany a Sabiny, a který je tak pokračováním Poussinova obrazu Únos Sabinek. Na obrazu začal pracovat na začátku roku 1796 a dokončil ho po téměř čtyřech letech. Davidovi pomáhali Pierre-Maximilien Delafontaine, Jean-Pierre Franque, Jérôme-Martin Langlois a Jean Auguste Dominique Ingres. Na konci roku 1799 byl dokončený obraz vystaven v Louvru. Po roce 1805 byl obraz umístěn v bývalém kostele koleje Cluny na Place de la Sorbonne, který Davidovi sloužil jako ateliér. V roce 1819 prodal Sabinky a Leónidáse u Thermopyl královskému muzeu za 100 000 franků. Plátno nejprve viselo v Lucemburském paláci a po malířově smrti bylo roku 1826 přeneseno do Louvru.

## Popis obrazu
Námět nepředstavuje únos Sabinek Římany, téma v umění často zobrazované (např. Nicolas Poussin nebo Giambologna), ale epizodu, kterou popisují Plútarchos a Titus Livius, a ke které došlo o tři roky později, kdy Sabinky přišly se svými dětmi na bojiště a zastavily tak boj mezi Sabiny vedené Titem Tatiem, a Římany pod vedením Romula. Uprostřed stojí Hersilie s nataženýma rukama mezi svým manželem Romulem, který se chystá vrhnout své kopí proti jejímu otci Tatiovi, který se chrání štítem. Jedna ze Sabinek pozvedá své dítě vůči sabinskému vojsku, další chytá za nohu Tatia, třetí ukazuje své děti u nohou Romula. Na pravé straně obrazu jezdec vrací svůj meč do pochvy.